# Nationaal Comité inzake Wettelijke Regeling van Vrouwenarbeid
Het Nationaal Comité inzake Wettelijke Regeling van Vrouwenarbeid, ook kortweg Wettencomité genoemd, was een Nederlandse organisatie die in 1903 door Wilhelmina Drucker en Maria Rutgers-Hoitsema werd opgericht.
Het Wettencomité was een koepel van negen reeds bestaande verenigingen, namelijk:
- Vrije Vrouwenvereeniging
- Arbeid Adelt
- Nationaal Bureau voor Vrouwenarbeid
- Vereeniging voor Vrouwenkiesrecht
- Algemeene Vrouwelijke Apothekersbedienden Bond
- Vrouwenclub der Rotterdamsche Buurtvereeniging
- Vereeniging ter Behartiging van de Belangen der Vrouw
- Vereeniging van Hoofden van Openbare Bewaarscholen te Rotterdam
- Nederlandsche Vrouwenbond ter Verhooging van het Zedelijk Bewustzijn

De doelstelling van deze verenigingen was 'de arbeidswetten te bestuderen, en telkens met vereende krachten op te treden, wanneer het recht van de vrouw op arbeid hier of daar bedreigd zou worden' en er op toe te zien dat arbeid van mannen en vrouwen gelijk behandeld zou worden. De arbeidsmogelijkheden van getrouwde vrouwen waren hierbij ook erg belangrijk. 
In 1904 ging Marie Rutgers-Hoitsema bijvoorbeeld op audiëntie bij koningin Wilhelmina om te protesteren tegen het koninklijk besluit waardoor bij de Posterijen alleen nog maar ongetrouwde vrouwen zouden worden aangenomen en getrouwde vrouwen zouden worden ontslagen (dit KB werd in 1907 weer ingetrokken). Ook vond het Comité dat wanneer de vrouw in haar arbeid werd beperkt, de man een deel van zijn loon moest afstaan als compensatie voor de door de vrouw gedane huiselijke arbeid.
Onder feministen en socialisten konden nieuwe arbeidswetten van deze tijd tot meningsverschillen leiden. In 1889 kwam bijvoorbeeld een uitbreiding op het Kinderwetje van Van Houten waarin regels werden vastgesteld met betrekking tot bepaalde beroepen die gevaar zouden kunnen opleveren voor vrouwen en jongeren. Dit betekende onder andere dat dergelijke beroepen maximaal een 11-urige werkdag mochten hebben waar verplicht een uur rustpauze tussen zat. Feministen zoals Rutgers-Hoitsema meenden dat dergelijke wetgeving vrouwen ongelijk behandelde en schadelijk was voor de werkende vrouw, omdat dezelfde regels niet voor mannen golden en mannen hierdoor dus meer konden werken en verdienen binnen de vastgelegde beroepsgroepen. Deze opvatting kwam Rutgers-Hoitsema ook op kritiek te staan. Zij reageerde op deze kritiek met de bevestiging dat zij niet tegen de wet van 1889 was, maar liever zag dat dergelijke wetten voor zowel mannen als vrouwen golden. Langzamerhand werden steeds meer arbeidswetten die voor zowel mannen als vrouwen golden ingevoerd en was dit geen punt van aandacht meer.